# Ofotbanen AS

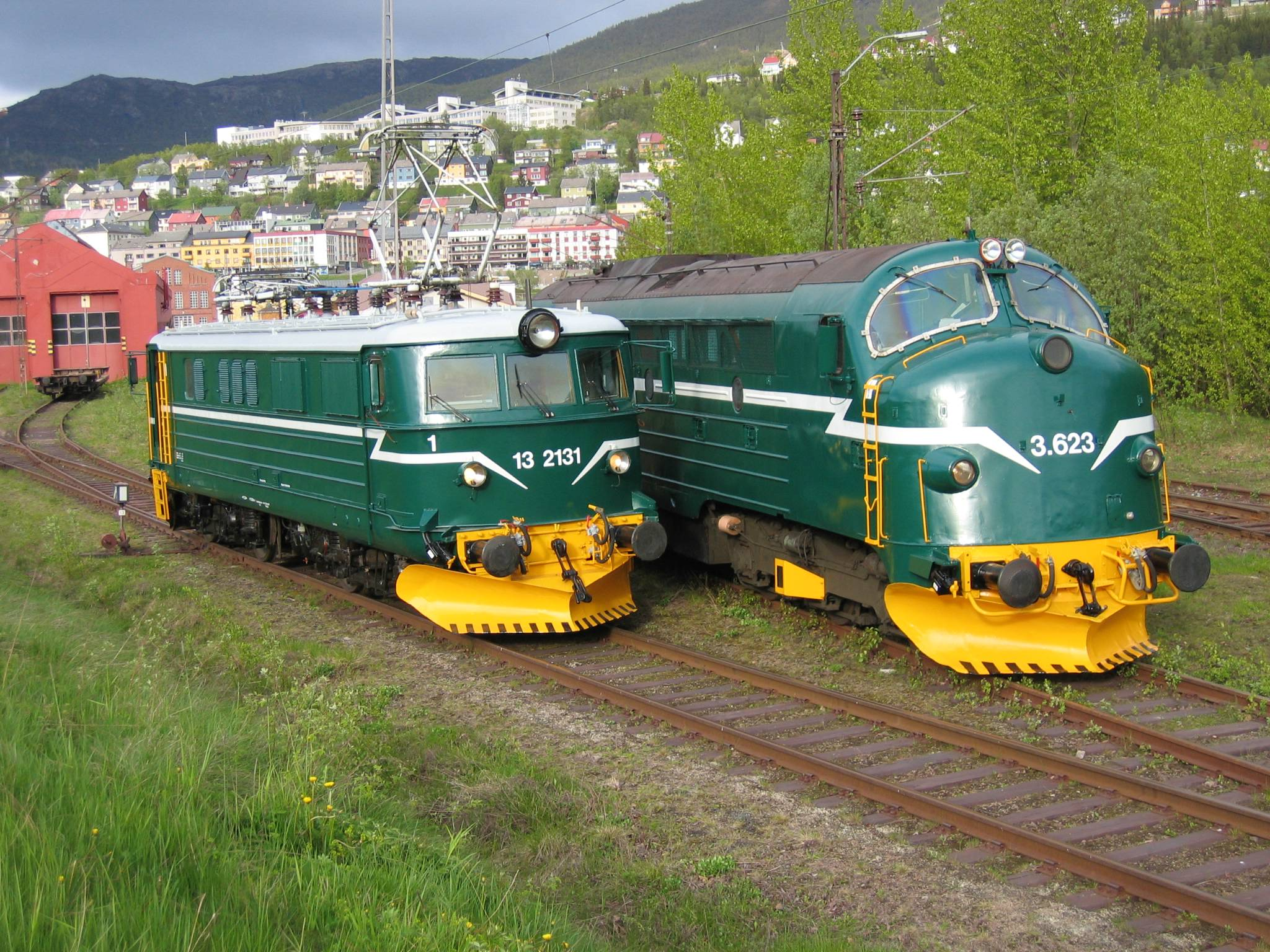
El13 2131 und Di3 623

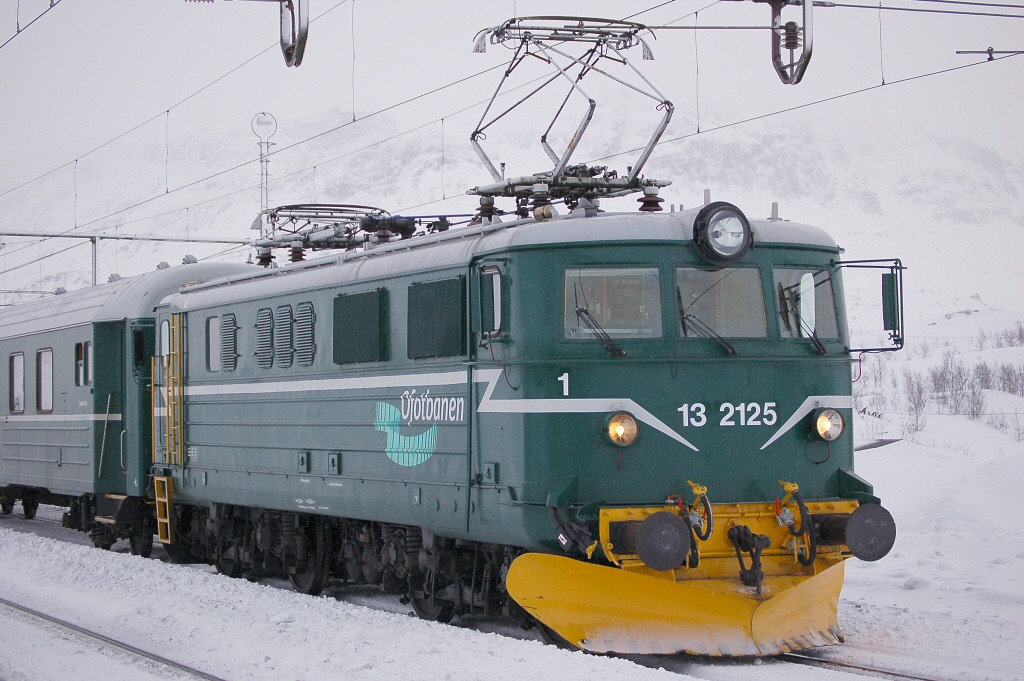
El13 2125 in Vassijaure (2006)

Ofotbanen AS (OBAS) war ein norwegisches Eisenbahnunternehmen, das auf dem Schienennetz von Jernbaneverket Leistungen erbrachte. Das Unternehmen wurde im März 2001 mit Sitz in Narvik gegründet. 2008 ging das Unternehmen in Konkurs. Die sofort nach der Insolvenz gegründete Ofotbanen Drift AS blieb bis 2010 erhalten und ging dann ebenfalls in Konkurs.

## Zugbetrieb
Am 15. Juni 2003 übernahm die Gesellschaft in Zusammenarbeit mit Connex, das für den Verkehr auf der schwedischen Seite verantwortlich war, den Reisezugverkehr auf der Ofotbane.
Das Betriebspersonal waren hauptsächlich Lokführer, Zugbegleiter, Bahnhofspersonal und Werkstattmitarbeiter, die ehemals bei Norges Statsbaner beschäftigt waren, ergänzt durch einige Lokführer aus Schweden und einige NSB-Rentner. Später wurde der Bahnbetrieb auf die meisten Landesteile ausgeweitet, vor allem im Güterverkehr. Reisezugverkehr zwischen Oslo und Stockholm wurde eine Fahrplanperiode unter dem Namen Union Express unter der Lizenz von Ofotbanen AS durchgeführt. Dazu kamen Sonderzüge in geringerem Umfang, vor allem auf der Ofotbane, zusätzlich auf verschiedenen Strecken in Ostnorwegen.
Ofotbanen AS BAS beförderte Holz und Container in Güterzügen in Süd- und vor allem in Ostnorwegen. Anfang 2007 übernahm Autolink AS, eine Gesellschaft, die für den Transport von Straßenfahrzeugen vom Herstellerwerk zu den Händlern zuständig ist, 40 % der Anteile an der Gesellschaft, um Neufahrzeuge mit Ofotbanen AS zu versenden. Dieser Autotransportverkehr wurde von CargoNet, die diese Züge bislang befördert hatten, übernommen.
Ofotbanen AS führte zudem einen eigenen Autozug auf der gesamten Strecke Oslo–Narvik ein, wobei die Lokomotiven die Gesamtstrecke befuhren. Für die Ruhezeiten der Lokführer wurde ein Schlafwagen mitgeführt.
Unterschiedliche Auffassungen in der Zusammenarbeit der beiden Unternehmen führten dazu, dass Autolink AS eine eigene Frachtgesellschaft CargoLink AS für diese Transporte gründete. Der Reisezugverkehr auf der Ofotbane wurde ab Juni 2008 von Statens Järnvägar übernommen, nachdem SJ die Ausschreibung für den Gesamtverkehr auf der Strecke Stockholm–Narvik gewonnen hatte.
Im November 2008 wurde der Betrieb wegen finanzieller Probleme eingestellt. Dadurch verloren die norwegischen Mitarbeiter der Ofotbanen AS ihre Arbeitsplätze in Narvik, obwohl die norwegische Regierung im Wahlkampf 2005 versprochen hatte, dass kein Eisenbahner aufgrund von Ausschreibungen seinen Arbeitsplatz verlieren sollte. Zwei Zugbegleiter, die vor das Arbeitsgericht zogen, erzwangen gemäß den EU-Vorschriften hinsichtlich eines Betriebsüberganges eine Anstellung bei SJ mit Arbeitsplatz in Narvik.

## Fahrzeuge
Der Fahrzeugpark bestand aus gebrauchten Lokomotiven und Personenwagen, die von NSB und Green Cargo übernommen wurden.
- 7 elektrische Lokomotiven El 13
- 5 Diesellokomotiven Di 3
- 3 elektrische Triebwagen mit Steuerwagen BM/BFS 68
- 4 Rangierlokomotiven Skd 220
- 6 Rangierlokomotiven Z70 von Green Cargo, 5 davon mit ATC ausgerüstet und bei OBAS als Z71 bezeichnet
- etwa 15 Reisezugwagen der Typen A2, B3, CB2 und BF1 aus den 1960er Jahren. Dazu kamen eine entsprechende Anzahl Reisezugwagen anderer Typen, die für den Charterverkehr bestimmt waren, jedoch nur geliehen wurden.